# Бобилі (Орічівський район)
Бобилі́ (рос. Бобыли) — присілок у складі Орічівського району Кіровської області, Росія. Входить до складу Істобенського сільського поселення.
Населення становить 2 особи (2010).